# Marino Basso
Marino Basso, född den 1 juni 1945 i Caldogno, är en italiensk före detta landsvägscyklist som var professionell från 1966 till 1978 och var en av dåtidens främsta spurtare. Hans främsta meriter är världsmästartiteln 1972 samt totalt femton etappsegrar i Giro d'Italia och sex i vardera tour de France och Vuelta a España under karriären. I girot vann hann dessutom poängtävlingen 1971. På bana blev han italiensk mästare i omnium 1972.
Efter karriären var Basso manager/sportdirektör för olika stall från 1987 till 1999.
Marino Basso är inte närmare släkt med den italienske cyklisten Ivan Basso.

## Meriter

### Landsväg
|  | 1966 Vinnare av etapp 8 i Giro d'Italia 3:a i Milano–Vignola 1967 Vinnare av etapp 18 i Tour de France 2:a i Giro del Veneto 2:a i GP Industria e Commercio di Prato 1968 Vinnare av Milano–Vignola Vinnare av etapp 1 i Giro d'Italia Vinnare av Grand Prix Cemab 2:a totalt i Paris–Luxembourg 3:a i Züri Metzgete 3:a i Giro di Toscana 4:a totalt i Giro di Sardegna Vinnare av etapp 6 4:a i Tre Valli Varesine 5:a i Giro di Campania 1969 Vinnare av Trofeo Matteotti Vinnare av Tre Valli Varesine Vinnare av etapp 1a i Tour de France Vinnare av etapperna 8, 13, 18a och 18b i Giro d'Italia Paris–Nice Vinnare av poängtävlingen Vinnare av etapp 7a Vinnare av Giro del Piemonte Vinnare av Giro di Campania Vinnare av Col San Martino 3:a i Ronde van Vlaanderen 3:a i Milano–Sanremo 3:a i Giro del Lazio 4:a i Coppa Bernocchi 4:a i Milano–Vignola 10:a i Coppa Agostoni | 1970 Vinnare av etapperna 3b, 11b och 21 i Tour de France Vinnare av etapperna 4 och 15 i Giro d'Italia Vinnare av etapp 4 i Paris–Luxembourg Vinnare av etapp 3a i Tour de Luxembourg 3:a i Coppa Agostoni 3:a i Coppa Bernocchi 3:a i Giro del Veneto/Italienska mästerskapen 4:a i Paris–Tours 4:a i Giro del Lazio 6:a i Giro dell'Emilia 7:a i Coppa Placci 9:a i Milano–Vignola 10:a i Coppa Sabatini 1971 Giro d'Italia Vinnare av poängtävlingen Vinnare av etapperna 1, 9 och 11 Vinnare av Milano–Vignola 2:a i Paris–Tours 3:a i Paris–Roubaix 3:a i Giro di Campania 4:a i Coppa Agostoni 5:a i Giro del Lazio 7:a i Coppa Placci 7:a i Tre Valli Varesine 8:a i Super Prestige Pernod 8:a i Gent–Wevelgem 9:a i Trofeo Matteotti 1972 Världsmästare i linjelopp Vinnare totalt av Giro di Sardegna Vinnare av etapperna 2a och 2b Vinnare av etapp 1 i Giro d'Italia Vinnare av Coppa Bernocchi 2:a i Tre Valli Varesine 3:a i Milano–Sanremo 7:a i Super Prestige Pernod 7:a i Giro di Puglia 7:a i Sassari–Cagliari 8:a i Giro di Campania | 1973 Vinnare av GP du canton d'Argovie Vinnare av Milano–Vignola Vinnare av Genua–Nice Vinnare av etapp 20 i Giro d'Italia Vinnare av etapperna 1 och 4b i Tirreno-Adriatico 2:a i Sassari–Cagliari 7:a totalt i Giro di Puglia 8:a i Trofeo Laigueglia 8:a i Coppa Sabatini 1974 Vinnare av etapp 22 i Giro d'Italia Vinnare av GP Montelupo 6:a i Milano–Sanremo 8:a i Trofeo Matteotti 9:a i Coppa Bernocchi 1975 Vinnare av etapperna 4, 6, 8, 9, 10 och 11b i Vuelta a España 4:a i Tre Valli Varesine 6:a i Coppa Bernocchi 7:a i Milano–Sanremo 1976 Vinnare av etapp 1 i Volta a Catalunya Vinnare av etapperna 2 och 5a i Baskien runt Vinnare av Col San Martino 2:a i Giro di Campania 1977 Vinnare av etapp 8b i Giro d'Italia Vinnare av Coppa Placci 2:a totalt i Giro di Puglia 2:a i Milano–Vignola 6:a totalt i Giro di Sardegna 1978 Vinnare av etapp 4a i Tour Méditerranéen 2:a i Milano–Vignola 5:a i Züri Metzgete 10:a i Coppa Bernocchi |

### Bana
1972
 Italiensk mästare i omnium
1974
Vinnare av Castelgombertos sexdagars (med Dieter Kemper)